# Mon beau-frère Frankenstein
Pour plus de détails, voir Fiche technique et Distribution.
Mon beau-frère Frankenstein (Мой сводный брат Франкенштейн) est un film russe réalisé par Valeriy Todorovski, sorti en 2004,.

## Fiche technique
- Photographie : Sergeï Mikhaltchouk
- Musique : Alekseï Aïgi
- Décors : Vladimir Goudilin
- Montage : Alla Strelnikova

## Prix et récompenses
- Festival du cinéma russe à Honfleur 2004 : Meilleur scénario